# Münch (schweizerisches Adelsgeschlecht)

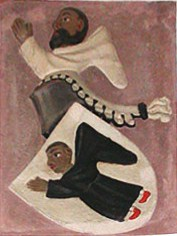
Stammwappen der Münch

Die Münch waren zwischen 1185 und 1759 eines der einflussreichsten Geschlechter der Basler Ritterschaft.

## Erscheinen
Der Name Münch tauchte zum ersten Mal im Jahr 1185 auf. Danach wurde Hugo Monachus I. zwischen 1185 und 1202 mehrmals in angefertigten Urkundlich erwähnt, beziehungsweise als "Hugo cognomento", "Hugo cognomine Monachus" oder "Hugo Monachus" genannt. Hugo Monachus I. war der Stammvater der grossen Münch-Sippe. Von seinem ersten Sohn Hugo II. stammten den Münch von Münchenstein, die von Münchsberg, sowie jene von Büren/Sterenfels ab. Von seinem zweiten Sohn Konrad II. stammten die Münchs von Landskron sowie derer von Stettenberg/Elsass ab.
Unter diesen verschiedenen Zweigen erreichten die Münchensteiner die grösste Prosperität, sie waren in Basel und Umgebung von Bedeutung. Die Münchs stiegen zu Dienstmannen des Bischofs von Basel auf, welche auserlesene Diener und Berater waren und dadurch viele Vorrechte genossen. Als der Bischof ab dem Jahr 1227 den Dienstmannen das Privileg zugestand Lehen zu empfangen, wurde ihnen die Möglichkeit gegeben, in den Ritterstand aufzusteigen. Neben den Münch waren dies auch die Reich und Schaler, welche innert kurzer Zeit zu den bedeutendsten Ritterfamilien von Basel zählten. Der erste Ritter Münch wurde 1232 erwähnt und lebte auf Burg, dem vornehmsten Teil der alten Stadt, neben dem Basler Münster und dem Bischofssitz.
Konrad Münch II. war der erste bekannte Münch und hielt von 1221 bis 1239 das Amt des Schultheissen (bischöflicher Gerichtsvorsteher) inne. Die Münch wurden mit der Zeit immer reicher und mächtiger und im Jahr 1258 war Ritter Konrad Münch III. von Münchsberg Mitglied des Rates.
Mitte des 13. Jahrhunderts erhielten oder bauten die Münch ihren gemeinsamen Besitz am Petersberg, nannten ihn fortan Münchhof und ging unter diesem Namen in die Geschichte der Stadt Basel ein. Der Münchshof war unter anderem 1265 der Geburtsort des späteren  umstrittenen Bischofes von Basel, des Hartung Münch und um 1300 wurde das Palais das Zentrum der Freunde der Habsburger.
Um 1267 wurde Heinrich I. Münch, der Vater von Hartung Münch, als Basler Bürgermeister erwähnt.

## Stammsitz

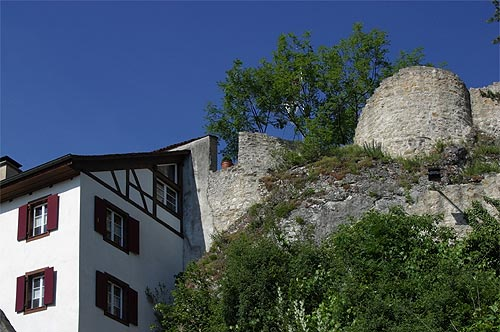
Ruine Münchenstein

Da es die Münch wie alle anderen Ritter nach einem freien Ritterleben gelüstete, erwarben die Münch um 1260 das zum Domkapitel Basel gehörende Dorf Geckingen im Birstal und über dem Dorf entstand unter Hugo III. Münch die Burg Münchenstein und die Burg und das Dorf wurde von einer Mauer umfasst. Fortan nannten sich Ritter Münch von Münchenstein.
Die Münch behielten aber das Dorf und die Burg nicht lange als Eigengut, denn schon um 1270 kam es in die Hände der Grafen von Pfirt, welcher es aber als Lehen den Münch zurückgab.
Ab dem Jahr 1279 erschien das ehemalige Dorf Geckingen unter dem Namen Münchenstein in Urkunden und besitzt daher den schreitenden Mönch der Ritter Münch von Münchenstein in ihrem Wappen.
Durch die Heirat der Katharina von Löwenburg, der Erbtochter der Familie, mit Konrad Münch von Münchenstein ging um 1360 der gesamte Löwenburger Besitz an dieses mächtige, weitverzweigte Basler Rittergeschlecht über.

## Expansion
Die Münch expandierten weiter, verzweigten sich und erwarben weitere Gebiete oder erwarben/erbauten verschiedene Burgen.

### Verzweigungen des Geschlechtes

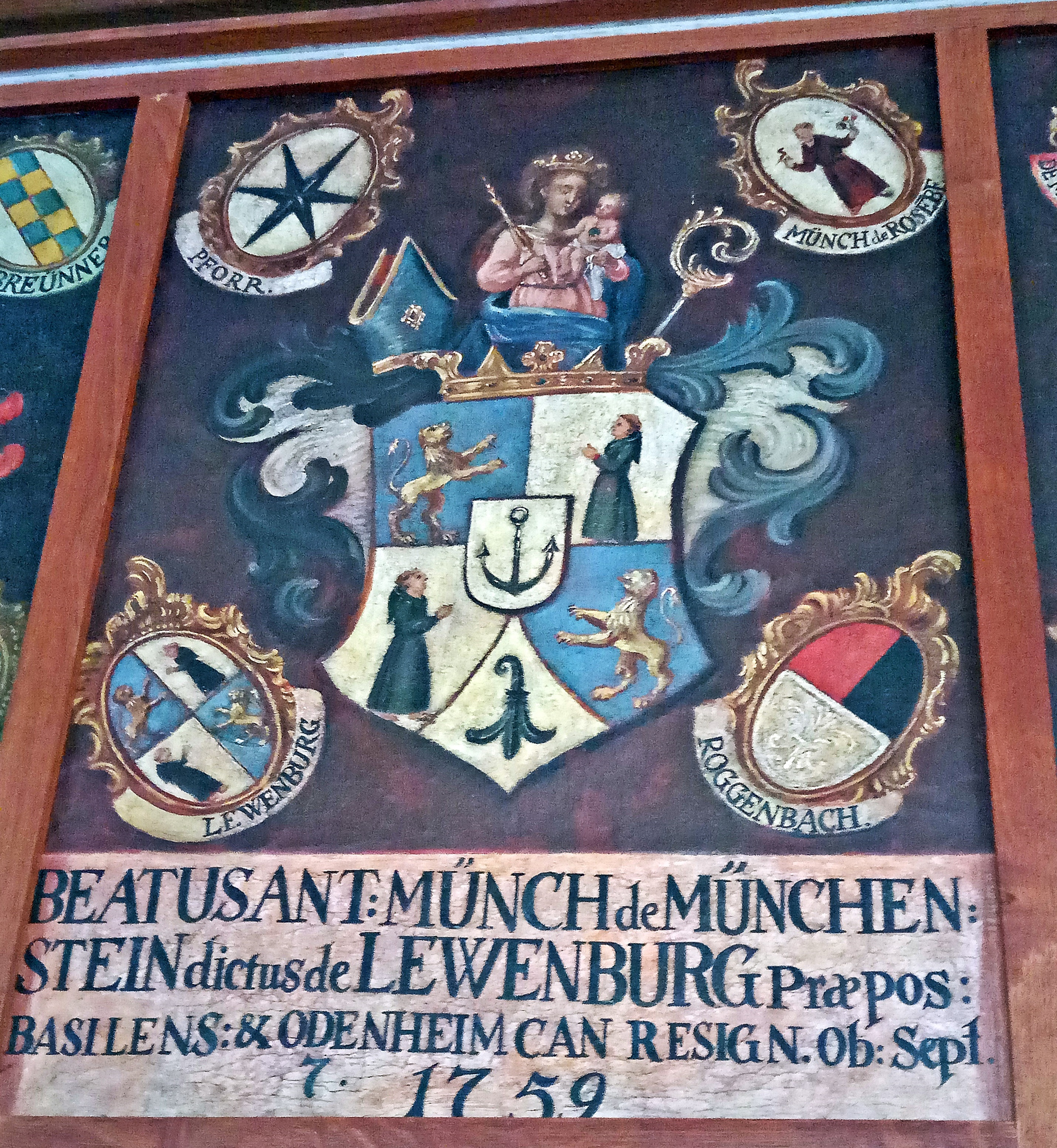
Wappen-Epitaphtafel Beat Anton Münch von Münchenstein genannt von Löwenburg, Kreuzgang, Konstanzer Münster

Mit der Zeit besass das Geschlecht der Münch verschiedene Äste:
- Münch von Münchenstein
  - Münch von Münchenstein-Löwenburg
    - Johann Peter Münch von Münchenstein-Löwenburg (1663–1732), Schweizer Beamter
    - Beat Anton Münch von Münchenstein genannt von Löwenburg (1694–1759), Kleriker, letzter männlicher Spross der Familie

  - Münch von Münchenstein-Eptingen
- Münch von Münchsberg
- Münch von Landskron
  - Konrad Münch von Landskron († 1353), Bürgermeister in Basel
  - Konrad Münch von Landskron († 1402), Bischof von Basel
  - Johann Münch von Landskron, Bischof von Lausanne 1389/90–1410

### Besitzungen/Lehen
Das Geschlecht der Münch besassen verschiedene Besitzungen und Burgen oder erhielten sie als Lehen:
- Münchhof in der Stadt Basel
- Burg Münchenstein und Münchenstein
- Burg Münchsberg
- Burg Landskron
- Vordere- und Mittlere Wartenberg und Muttenz
- Angenstein

### Bischöfe
Das Geschlecht der Münch war auch in kirchlichen Angelegenheiten gut vertreten. So gab es verschiedene Kirchenleute wie Propst, Priester, und einige schafften gar den Sprung auf den Bischofssitz der Bistümer Basel und Lausanne:
- Hartung Münch (* um 1265; † 25. Oktober 1332), Bischof von Basel 1325–1328
- Johann Münch von Landskron, Bischof von Lausanne 1389/90–1410
- Hartmann III. Münch von Münchenstein, Bischof von Basel 1418–1423
- Konrad Münch von Landskron († 1402), von 1393 bis 1395 Bischof von Basel

## Untergang
Im 15. Jahrhundert, mit dem Verlust des Einflusses des Bischofs in der Stadt und nach verschiedenen Fehlentscheidungen der Münchs in der Parteinahme bei kriegerischen Auseinandersetzungen, begann ihr Stern zu sinken. Sie verarmten rasch und ihr Geschlecht versank zugunsten der neuen bürgerlichen Oberschicht in Basel in Bedeutungslosigkeit.
Burkhard VII. Münch, ein Nachkommen der Münch zu Landskron, erlangte traurigen Ruhm an der Schlacht bei St. Jakob an der Birs am 26. August 1444. Der Tod von Burkhard VII. bedeutete das eigentliche Ende der Linie der Münch zu Landskron, die mit dem Ableben seines Bruders Johann IX. Münch 1461 im Elsass erlosch. Der letzte Zweig der Linie Münchenstein-Löwenberg starb dann im Jahr 1759 ebenfalls aus.

## Wappen

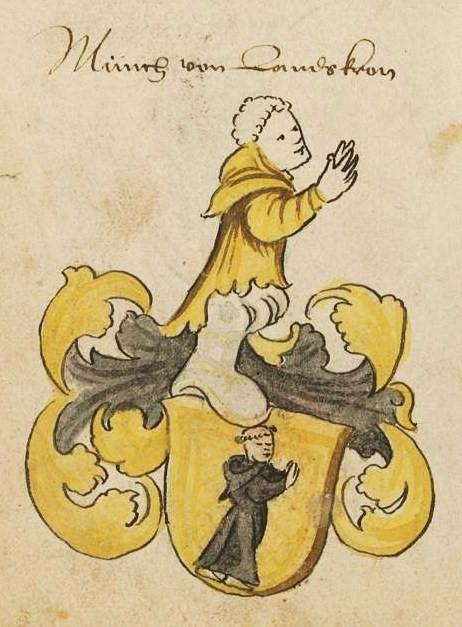
Wappen der Münch (1515)
Das Wappen der Gemeinde Münchenstein

Ursprünglich zeigte das Wappen/Siegel der Münch noch um 1237 eine schreitende Meerkatze, welche vermutlich auf das Haus Gliss zurückreichte. Ab 1232, als die Münch die Ritterwürden erhielten, setzte sich immer mehr das Wappen mit einem schreitenden,  schwarz bekleideten Mönch  mit herabhängender Kapuze durch. Der barhäuptige Mönch trägt rote Schuhe und schreitet mit zum Gebet erhobenen Händen vor einem weissen Grund. Dieser wurde schliesslich das Familienwappen und Siegel der Münch und in der modernen Zeit das Wappen der Gemeinde Münchenstein.